# Віктор Боніфейс
Віктор Око Боніфейс (англ. Victor Okoh Boniface, нар. 23 грудня 2000, Нігерія) — нігерійський футболіст, форвард леверкузенського «Баєра» та національної збірної Нігерії.

## Клубна кар'єра
Свою футбольну кар'єру Віктор Боніфейс починав у Нігерії у клубі «Реал Сапфір». Згодом він перебрався до Європи, де у березні 2019 року підписав контракт з норвезьким клубом «Буде-Глімт». Але вже за два тижні після підписання контракту Боніфейс отримав травму зв'язок і було припущення, що футболіст вибув з гри до кінця 2019 року. Але вже у вересні того року Віктор Боніфейс зміг повернутися до команди.

## Кар'єра у збірній
У 2019 році Віктор Боніфейс отримав запрошення до юнацької збірної Нігерії (U-20) для участі у Кубку африканських націй (U-20) але травма не дозволила футболісту взяти участь у турнірі.

## Титули і досягнення
Буде-Глімт
- Чемпіон Норвегії (2): 2020, 2021

«Баєр 04»
- Чемпіон Німеччини (1): 2023–24
- Володар Кубка Німеччини (1): 2023–24
- Володар Суперкубка Німеччини (1): 2024